# Begonia silletensis
Begonia silletensis là một loài thực vật có hoa trong họ Thu hải đường. Loài này được (A. DC.) C.B. Clarke mô tả khoa học đầu tiên năm 1879.